# TecMundo
TecMundo é um site sobre tecnologia e política mantido pela NZN. A empresa também é responsável pelos sites Baixaki, Voxel, Minha Série e Mega Curioso, entre outros.

## Descrição
Nascido como um braço do site Baixaki em 2005, o TecMundo publica notícias, artigos e conteúdos especiais relacionados a tecnologia, incluindo telefonia móvel, hardware, redes sociais, Internet e grandes empresas do ramo.
A linha editorial trabalha com matérias mais concisas e diretas, como as notícias, e outras mais aprofundadas, como artigos e análise de celulares e itens de hardware (por exemplo, placas de vídeo e periféricos). Além disso, o TecMundo produz infográficos sobre diversas ramificações da área de tecnologia. O site também conta com análises de produtos em vídeo.
A equipe do TecMundo ainda faz cobertura de eventos nacionais e internacionais, tanto por meio de transmissão online quanto ao vivo.

## Histórico

Antigo logotipo do TecMundo

O primeiro site lançado pelo Grupo NZN foi o Baixaki, em outubro de 2000, com foco em disponibilizar conteúdo em português sobre programas e jogos para download. Com o tempo, o interesse do site se expandiu, abrangendo dicas de manutenção de computadores, novidades sobre smartphones e análise de peças de hardware, por exemplo. Esse novo conteúdo então foi separado do Baixaki, dando origem ao site TecMundo em 2008.

## Números do TecMundo
Segundo o Google Analytics (ferramenta para monitorar os acessos de um site), o TecMundo contabilizou treze milhões de usuários únicos e 42,6 milhões de números de acesso em dezembro de 2013.
A página do TecMundo no Facebook possui mais de 6,1 milhões de curtidas, enquanto o perfil no Twitter conta com 640 mil seguidores. No Instagram, o TecMundo soma mais de 640 mil seguidores. Já no canal do YouTube, o site conquistou mais de 3,5 milhões de inscritos.